# Hellmuth Costard
Hellmuth Costard (Lipsia, 1º novembre 1940 – Oberhausen, 12 giugno 2000) è stato un regista e sceneggiatore tedesco.

## Biografia
Costard iniziò a scrivere e girare cortometraggi nel 1964, mentre era studente di psicologia all'Università di Amburgo. Si mise in evidenza con il cortometraggio Particolarmente meritevole (Besonders wertvoll, 1968), un polemico attacco frontale ai sistemi di finanziamento del cinema tedesco che suscitò ampie controversie e fu bannato dal Festival di Oberhausen.
Influenzato dalla Nouvelle Vague e in seguito dal New American Cinema, il suo stile mescolava sperimentalismo e commedia classica.

## Filmografia
Cortometraggi
- ASTA-Spot (1964)
- Tom ist doof (1965)
- Klammer auf, Klammer zu (1966)
- After Action (1967)
- Warum hast Du mich wachgeküßt? (1967)
- Particolarmente meritevole (Besonders wertvoll, 1968)
- Die Postkarte (1969)
- Der Elefantenfilm (1971)
- Ein Nachmittag mit Onkel Robert (1975)

Lungometraggi
- L'oppressione della donna è riconoscibile soprattutto dal comportamento delle donne stesse (Die Unterdrückung der Frau ist vor allem an dem Verhalten der Frauen selber zu erkennen, 1969)
- Und niemand in Hollywood, der versteht, dass schon zu viele Hirne umgedreht wurden (1970)
- Fußball wie noch nie (1970)
- Teilweise von mir – Ein Volksstück (1974)
- Der kleine Godard an das Kuratorium Junger Deutscher Film (1978)
- Witzleben (1980/81)
- Echtzeit (Realtime) (1983)
- Krieg um Zeit (1984/85)
- Aufstand der Dinge (1993)
- Das Wunder von Chile (1996)
- Vladimir Günstig – Eine trojanische Affäre (2000, postumo)